# Aplomerus arugosus
Aplomerus arugosus är en stekelart som beskrevs av Henry Keith Townes, Jr. 1960. Aplomerus arugosus ingår i släktet Aplomerus och familjen brokparasitsteklar. Inga underarter finns listade i Catalogue of Life.